# Sarre (protectorat)
El protectorat del Sarre correspon a l'actual Land alemany de Saarland el qual va estar sota tutela francesa l'endemà de la fi de la Segona Guerra Mundial i va ser tornat a l'Alemanya occidental (RFA) l'1 de gener de 1957 després del resultat d'un referèndum organitzat l'octubre de 1955.

## Història
En un primer moment la zona francesa d'ocupació d'Alemanya va ser reorganitzada amb l'acord dels aliats, així l'ordenança número 57 de 30 d'agost de 1946 del general Marie-Pierre Kœnig crea d'una banda el land de Rhénanie-Palatinat, i de l'altra, un territori del Sarre corresponent aproximadament amb l'antic Sarre (Societat de Nacions), entitat que existia l'endemà de la fi de la Primera Guerra Mundial entre 1920 i 1935, que va ser posada sota administració francesa com a compensació per la guerra.
Les autoritats de l'ocupació francesa van substituir així des de juny de 1947, el reichsmark (aleshores en vigència a la resta d'Alemanya) pel marc sarrès.
El 15 de setembre de 1946 es va organitzar les primeres eleccions lliures dels consells municipals municipals, la formació de partits polítics va ser autoritzada per les autoritats militars franceses.
El 15 de desembre de 1947, els consellers del Sarre dirigits pel govern de Johannes Hoffmann, adoptaren una constitució, fent d'aquesta regió un veritable Estat dotat de sobirania. Les instàncies internacionals, aleshores, van reconèixer la independència d'aquest territori.
El 20 de novembre de 1947 el marc sarrès va ser substituït pel franc sarrès (alineat amb el franc francès), per establir una unió econòmica amb França.
El 15 de juliol es va instituir una nacionalitat sarresa (nationalité sarroise).
Es van emetre segells d'aquest Sarre i a més es va considerar el Sarre com un departament francès dividit en 8 arrondissements (Kreise), 49 cantons (Verwaltungsbezirke) i 340 communes.
Amb la instauració de la Comunitat Europea del Carbó i l'Acer (des de 1952) i la temptativa avortada de crear una Comunitat Europea de la Defensa (CED) durant el mateix període, les tensions franco-alemanyes sobre la representació del Sarre es van precisar.
Amb la signatura dels Acords de Luxemburg, de 27 d'octubre de 1956, entre França i Alemanya es decidí la restitució del Sarre a Alemanya.